# Algorithme de Buchberger
Pour les articles homonymes, voir Buchberger.
L'algorithme de Buchberger est un algorithme permettant de calculer une base de Gröbner pour un idéal polynomial à partir d'un ensemble générateur de l'idéal et d'un ordre sur les monômes. Il a été publié par le mathématicien autrichien Bruno Buchberger en 1976.
En pseudo-code, il peut être décrit comme suit :
```
Entrées : un système de polynômes 

  

    

      

        
F

        
=

        
(

        

          
f

          

            
1

          

        

        
,

        
…

        
,

        

          
f

          

            
s

          

        

        
)

      

    

    
{\displaystyle F=(f_{1},\dots ,f_{s})}

  

 ; 
          un ordre monomial 
Sortie : une base de Gröbner de 

  

    

      

        
⟨

        

          
f

          

            
1

          

        

        
,

        
…

        
,

        

          
f

          

            
s

          

        

        
⟩

      

    

    
{\displaystyle \langle f_{1},\dots ,f_{s}\rangle }

  

  

    

      

        
G

        
←

        
F

      

    

    
{\displaystyle G\leftarrow F}

  

Répéter
     

  

    

      

        

          
G

          
′

        

        
←

        
G

      

    

    
{\displaystyle G'\leftarrow G}

  

     Pour chaque paire 

  

    

      

        
{

        
p

        
,

        
q

        
}

      

    

    
{\displaystyle \{p,q\}}

  

 dans 

  

    

      

        

          
G

          
′

        

      

    

    
{\displaystyle G'}

  

 :
        

  

    

      

        
m

        
←

        
ppcm

        
⁡

        
(

        
MD

        
⁡

        
(

        
p

        
)

        
,

        
MD

        
⁡

        
(

        
q

        
)

        
)

      

    

    
{\displaystyle m\leftarrow \operatorname {ppcm} (\operatorname {MD} (p),\operatorname {MD} (q))}

  

        
        

  

    

      

        
S

        
←

        

          

            
m

            

              
TD

              
⁡

              
(

              
p

              
)

            

          

        

        
p

        
−

        

          

            
m

            

              
TD

              
⁡

              
(

              
q

              
)

            

          

        

        
q

      

    

    
{\displaystyle S\leftarrow {\frac {m}{\operatorname {TD} (p)}}p-{\frac {m}{\operatorname {TD} (q)}}q}

  

 
        
        

  

    

      

        
r

        
←

      

    

    
{\displaystyle r\leftarrow }

  

 reste de 

  

    

      

        
S

      

    

    
{\displaystyle S}

  

 par 

  

    

      

        

          
G

          
′

        

      

    

    
{\displaystyle G'}

  

        Si 

  

    

      

        
r

      

    

    
{\displaystyle r}

  

 est différent de 0 alors 

  

    

      

        
G

        
←

        
G

        
∪

        
{

        
r

        
}

      

    

    
{\displaystyle G\leftarrow G\cup \{r\}}

  

Jusqu'à ce que 

  

    

      

        
G

        
=

        

          
G

          
′

        

      

    

    
{\displaystyle G=G'}

  

Renvoyer 

  

    

      

        
G

      

    

    
{\displaystyle G}

  

```

Le polynôme {\displaystyle S} dans l'algorithme est appelé {\displaystyle S}-polynôme de {\displaystyle p} et {\displaystyle q}, parfois noté {\displaystyle S(p,q)}. Les fonctions MD et TD sont respectivement le « monôme dominant » et le « terme dominant » (produit du monôme dominant par son coefficient).